# 嘉華集團
嘉華集團（英語: K. Wah Group）為一間跨國綜合企業，於1955年由呂志和於香港創立。其主要業務包括房地產開發與投資、大型娛樂渡假設施、酒店及建築材料，業務遍及中國內地、香港、澳門及東南亞等地。集團旗下的嘉華國際集團有限公司及銀河娛樂集團有限公司於香港上市，其他成員公司有仕德福國際酒店集團和嘉華建材有限公司，附屬公司約200間，全球員工近30,000人。集團旗下的兩家香港上市公司：銀河娛樂集團有限公司（「銀娛」，股份代號：0027，為恆生指數成份股）及嘉華國際集團有限公司（股份代號：0173）總市值逾3,289億港元。

## 管理層
主要成員公司之管理層
| 嘉華國際集團有限公司（港交所：0173）       |
| ------------------------------------------ |
| 主席兼董事總經理 呂耀東                    |
|                                            |
| 執行董事 呂耀東 鄧呂慧瑜 呂耀華            |
|                                            |
| 非執行董事 鄭慕智                          |
|                                            |
| 獨立非執行董事 陳有慶 葉樹林 黃桂林 歐文柱 |

| 銀河娛樂集團有限公司 （港交所：0027） |
| ------------------------------------- |
| 主席 呂耀東                           |
|                                       |
| 副主席 [從缺]                         |
|                                       |
| 執行董事 徐應強 呂耀東 鄧呂慧瑜       |
|                                       |
| 非執行董事 張惠彬                     |
|                                       |
| 獨立非執行董事 顏志宏 葉樹林 黃龍德   |
|                                       |
| 集團顧問 華年達                       |

| 仕德福國際酒店集團  |
| ------------------- |
| 董事總經理 鄧呂慧瑜 |

## 主席及創辦人呂志和博士
呂志和博士原籍廣東新會，1929年出生於江門市。呂博士於20世紀50年代創立首間嘉華公司，現任嘉華集團主席。

## 業務範圍

### 房地產
嘉華集團自1960年代起，涉足房地產業務，主要於香港、中國內地及東南亞等地開發物業項目，包括大型綜合社區、精品豪宅、甲級商廈、特色商場、服務式公寓及酒店等。

### 娛樂休閒
該集團旗下的銀河娛樂集團有限公司於2002年獲澳門特區政府授予博彩經營權，是亞洲地區其中一家最具規模的綜合娛樂渡假發展及經營公司。2006年，旗下的五星級旗艦星際酒店及娛樂場開業，在2011為獲得美國優質服務科學協會頒授「五星鑽石獎」。2011年，位於路氹城的大型綜合渡假城澳門銀河第一期開幕。2015年5月，澳門銀河第二期及澳門百老匯開幕，整個項目的總投資額達430億港元。澳門銀河第二期引入萬豪國際旗下JW萬豪酒店及麗思卡爾頓酒店兩家品牌，連同毗鄰澳門百老匯的百老匯酒店，澳門銀河擁有六間酒店、提供近4000間客房、套房及別墅。2015年，銀娛公佈路氹地皮第三及四期的發展藍圖，並展望第三期項目的地盤前期工程於2016年底開展，第四期工程則於2017年動工。此外，銀娛就橫琴島一幅2.7平方公里之土地開展概念規劃，計劃投資100億元人民幣。

### 酒店
嘉華集團於1980年代初向酒店業發展，以連鎖專營方式與包括洲際、萬豪、希爾頓及喜來登等酒店品牌合作，在全球擁有及經營28間酒店。1981年，位於香港的旗艦海景嘉福酒店開業，是首批引進星級評級制度的五星級酒店。2011年，該集團在中國大陸的商務酒店廣州花都皇冠假日酒店開業。

### 建築材料
該集團亦從事建築材料行業數十年，旗下的嘉華建材有限公司是大型一站式建築材料供應商，亦為一家環保增值型企業
。嘉華建材業務由香港擴展至澳門及內地多個主要城市及工業重鎮，包括北京、遷安、秦皇島、三河、上海、南京、馬鞍山、銅陵、鄂州、六盤水、安寧、保山、師宗、大關、韶關、惠州、廣州、深圳等地，並與多家著名鋼鐵企業組成戰略性夥伴，包括北京首鋼、雲南昆鋼、安徽馬鋼、南京鋼鐵、湖北鄂鋼、廣東韶鋼及貴州水鋼，合作生產礦渣微粉等環保建材，實現資源增值。